# Cerkev sv. Lamberta, Male Pece
Cerkev svetega Lamberta je podružnična cerkev župnije Šentvid pri Stični in stoji pod gričem vzhodno od vasi Male Pece.

## Opis
Majhna vas Male Pece leži nad južnim robom Dobske planote. Prvič se vas omenja leta 1145, cerkev pa leta 1643, vendar je verjetno starejša. Ustno izročilo pravi, da jo je postavil neki graščak. Nekega dne je šel na lov in se izgubil. Zaobljubil se je, da bo na mestu kjer je bil postavil cerkev, če ga bodo našli. Ko se je to zgodilo, je svojo zaobljubo tudi izpolnil. Večjo prenovo je cerkev Sv. Lamberta, ki leži pod hribom, doživela po požaru v začetku 20. stoletja. Takrat so sezidali nov zvonik, ladja je pridobila nov strop in prizidana je bila zakristija. Ob prenovi cerkve so tudi odkrili stare freske.